# Alchemilla trichocrater
Alchemilla trichocrater é uma espécie de rosácea do gênero Alchemilla, pertencente à família Rosaceae.